# Schloßbrücke (Berlin-Mitte)
Die Schloßbrücke über den Spreekanal ist ein Baudenkmal im Berliner Ortsteil Mitte. Sie wurde 1821–1824 von Karl Friedrich Schinkel im Stil des Klassizismus erbaut und ließ Unter den Linden erstmals als durchgehende Prachtstraße vom Berliner Schloss bis zum Brandenburger Tor erscheinen. Die monumentalen Figuren auf der dreibogigen Brücke wurden 1842–1857 von Schülern der Bildhauer Johann Gottfried Schadow und Christian Daniel Rauch zur Erinnerung an die Befreiungskriege geschaffen. Sie stellen Krieger und Siegesgöttinnen dar und nahmen Bezug auf die Generalsstatuen und Viktorienreliefs an der Neuen Wache. Nach dem Zweiten Weltkrieg erfolgte die Restaurierung der beschädigten Brücke und 1983–1984 die Wiederaufstellung der ausgelagerten Figuren.

## Geschichte

### Hundebrücke

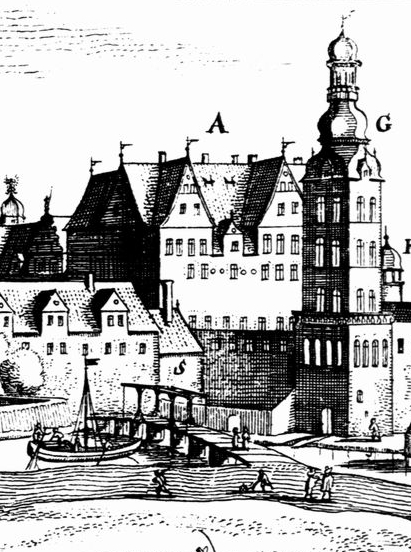
Hundebrücke auf einem Stich von Matthäus Merian, 1652

Frühe Stadtpläne von Alt-Berlin und Kölln zeigen, dass es schon im 15. Jahrhundert eine Brücke an der heutigen Stelle gab. Sie war erforderlich, um Baumaterial für das Berliner Schloss über den Cöllnischer Graben genannten Wasserweg zu transportieren, neben dem die Straße Am Kupfergraben verläuft. Die schmale hölzerne, siebenbogige Pfahljochbrücke mit aufklappbarem Mittelstück wurde Hundebrücke genannt, weil sie von Jagdgesellschaften mit ihren Hundemeuten auf dem Weg vom Schloss zum Jagdgebiet im Großen Tiergarten überquert werden musste. Trotz mehrfacher Veränderungen im Zusammenhang mit Bauarbeiten am Schloss und an der Allee Unter den Linden blieb die Hundebrücke bis in die 1730er Jahre erhalten. 1738 wurde die Brücke nach Plänen des Oberbaudirektors Titus de Favre durch den Hofzimmermeister Johann Andreas Adam Büring umgebaut. Seine neuartige Konstruktion war noch im gleichen Jahr fertiggestellt; durch die Verwendung von Gegengewichten ließen sich vier nebeneinander liegende Klappen gleichzeitig öffnen. 1806 zog Napoleon Bonaparte über diese Brücke ins Berliner Schloss ein.

### Schloßbrücke

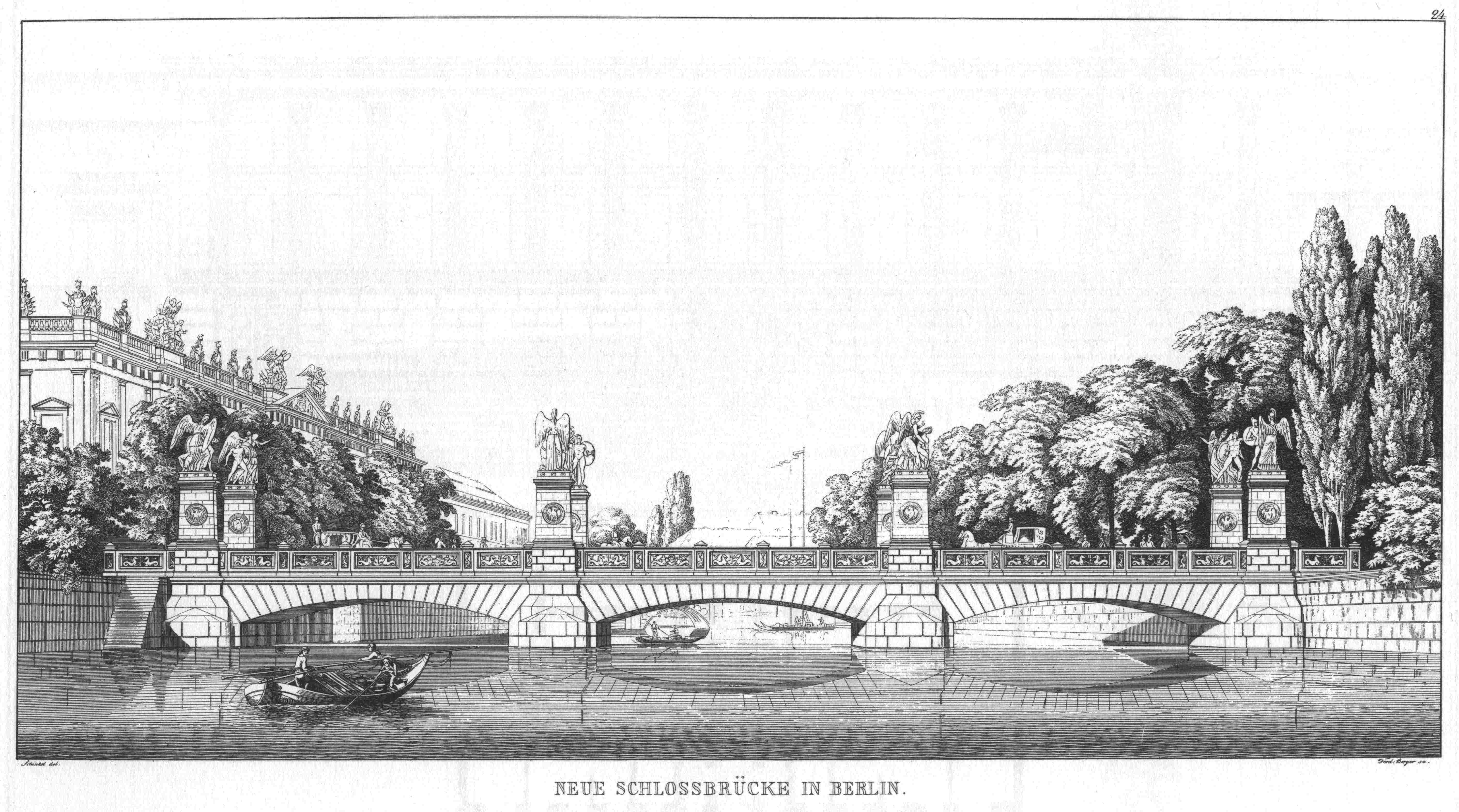
Schloßbrücke auf einer Zeichnung von Karl Friedrich Schinkel aus der Sammlung architektonischer Entwürfe

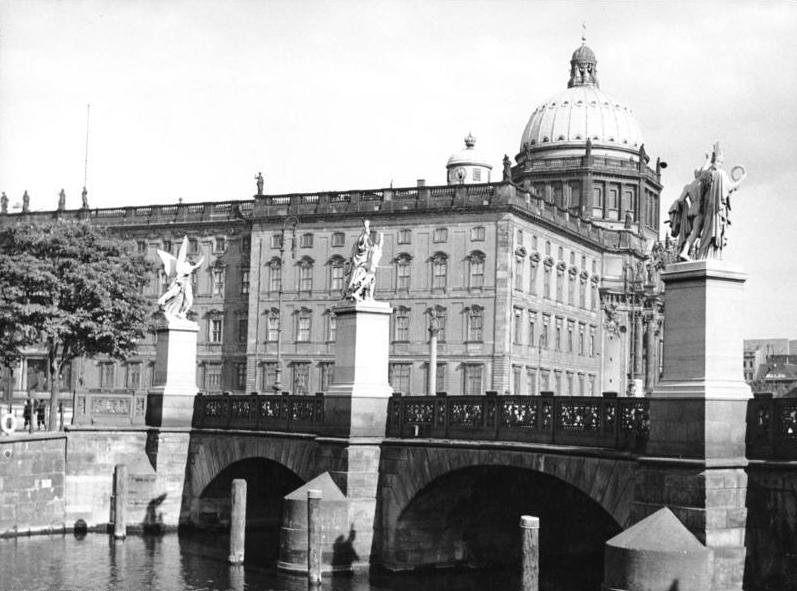
Schloßbrücke mit Schloss, um 1900

Zu Beginn des 19. Jahrhunderts befand der König: „Die sogenannte Hundebrücke in der Nähe der schönsten Gebäude der Residenz verunziert diese Gegend so sehr.“ Er befahl einen repräsentativen Neubau, wofür umgehend eine Notbrücke errichtet und die Hundebrücke 1821 abgerissen wurde. Mit dem Bau einer neuen Brücke wurde der Architekt und Geheime Oberbaurat Karl Friedrich Schinkel beauftragt; 1819 legte er erste Pläne vor. Der Brückenbau gehörte zu einem größeren städtebaulichen Projekt, für das sich Schinkel eingesetzt hatte, es ging um die Neugestaltung des gesamten Bereiches zwischen Schloss und Opernplatz (heute: Bebelplatz). Für das neue Bauwerk musste das Wasser gestaut, zwölf Meter lange Stützpfähle in den Untergrund gerammt und Spundwände eingesetzt werden. Am 29. Mai 1822 erfolgte die Grundsteinlegung für die Brücke, die aus diesem Anlass die Bezeichnung Schloßbrücke erhielt. Die Bauleitung hatte der Baubeamte August Ludwig Ferdinand Triest. In zwei Jahren hatten die zahllosen Arbeiter die nun rund 33 Meter breite und auf drei Flachbögen gelagerte Brücke fertiggestellt. Sie war nun ebenso breit wie die Straße Unter den Linden, wodurch diese erstmals als durchgehender, eindrucksvoller Straßenzug zwischen Schloss und Brandenburger Tor erschien. Die Umgestaltung des Lustgartens und der Bau der Neuen Wache vervollständigten die zentrale Stadtanlage. Die Brücke selbst war als Gewölbebrücke aus Sandstein mit drei gleich großen Segmenten konzipiert, die ohne Schiffsdurchlassklappen auskommen sollte. Dafür fehlten jedoch damals noch die technischen Voraussetzungen, sodass Schinkel zunächst für die mittlere Öffnung acht eiserne Klappen vorsah, die nacheinander bedient werden konnten. Auch hier kamen wieder Vorrichtungen mit Gegengewichten zum Einsatz, die von einem Mechanikus Hummel soweit verbessert wurden, dass beim Öffnen der Klappen auch das Geländer zur Seite gedreht werden konnte. Dieser Mechanismus war bis zum Umbau der Brücke im Jahr 1900 in Betrieb.
In seinen Architektonischen Entwürfen erklärte Schinkel die Situation dazu:

„Umstände verhinderten die Schiffbarmachung des Landwehrgrabens, und deshalb konnte die Brücke nicht vollkommen nach der auf dem vorliegenden Blatt gegebenen Ansicht ausgeführt werden. Der mittlere Bogen ist bei der Ausführung weggefallen, und statt dessen sind neben den Pfeilern ein Paar massiver Vorlagen gebaut worden […]. Die drei Hauptabtheilungen der Brücke, welche mit Sculpturen auf hohen Fussgestellen bezeichnet sind, haben bei der Ausführung das genaue Maass des ursprünglichen Entwurfes behalten, sodass in künftiger Zeit, bei veränderter Flusspassage, die Anordnung dreier gleich grosser Bögen, wie sie in der hier gegebenen Ansicht erscheint, noch immer zur Ausführung kommen kann, indem der mittlere Bogen eingewölbt wird und die Vorlagen weggenommen werden.“

Anlässlich der Heirat des preußischen Kronprinzen, dem späteren König Friedrich Wilhelm IV., am 29. November 1823 sollte die noch nicht vollständig fertiggestellte Brücke (die Pflasterung und das Geländer fehlten noch) am Tag zuvor feierlich eingeweiht werden. Für das Brautpaar, das mit einer Kutsche über die Brücke fahren sollte, veranstaltete die Berliner Studentenschaft einen Fackelzug zum Lustgarten vor dem Schloss, 300 Ehrenjungfern waren bestellt und eine pompöse Gewächshalle wurde aufgestellt. Die Zuschauer standen an den Straßen und auf der neuen Brücke, die lediglich ein hölzernes Notgeländer erhalten hatte.
„Beim Zurückfluten der dem Schauspiel zuschauenden Volksmenge entstand […] auf der neben ihr [d. h.: neben der Schloßbrücke] während der Zeit des Baues errichteten hölzernen Notbrücke ein solches Gedränge, daß viele Menschen ins Wasser stürzten und 22 Personen den Tod fanden.“ Todesanzeigen in den Zeitungen für die Opfer verbat sich der König „mit Rücksicht auf die fürstliche Braut […]; ihre Veröffentlichung wurde nur durch nachdrückliche Beschwerde beim Ministerium“ ermöglicht. Aufgrund dieses schrecklichen Zwischenfalls war die neue Brücke monatelang in den Negativschlagzeilen. Erst im Sommer 1824 erhielt die Schloßbrücke den Klappenmechanismus, Gehwegplatten und das eiserne Geländer. Nun konnte sie für den Verkehr freigegeben werden. Ihr Bau hatte 305.000 Taler gekostet. Bei ihrer Fertigstellung galt sie als die größte Brücke Berlins und sie war so breit, dass „sieben Wagen nebeneinader fahren können.“
Als Brückenschmuck hatte Schinkel acht monumentale Figurengruppen vorgesehen, die Motive bezogen sich auf die erfolgreich bestandenen Befreiungskriege. Aus Geldmangel wurde die Anfertigung bereits im Jahr 1820 zurückgestellt, die endgültige Ausführung der Skulpturen konnte erst 1857 abgeschlossen werden. So erlebte der Architekt die Fertigstellung „seiner Brücke“ nicht mehr.

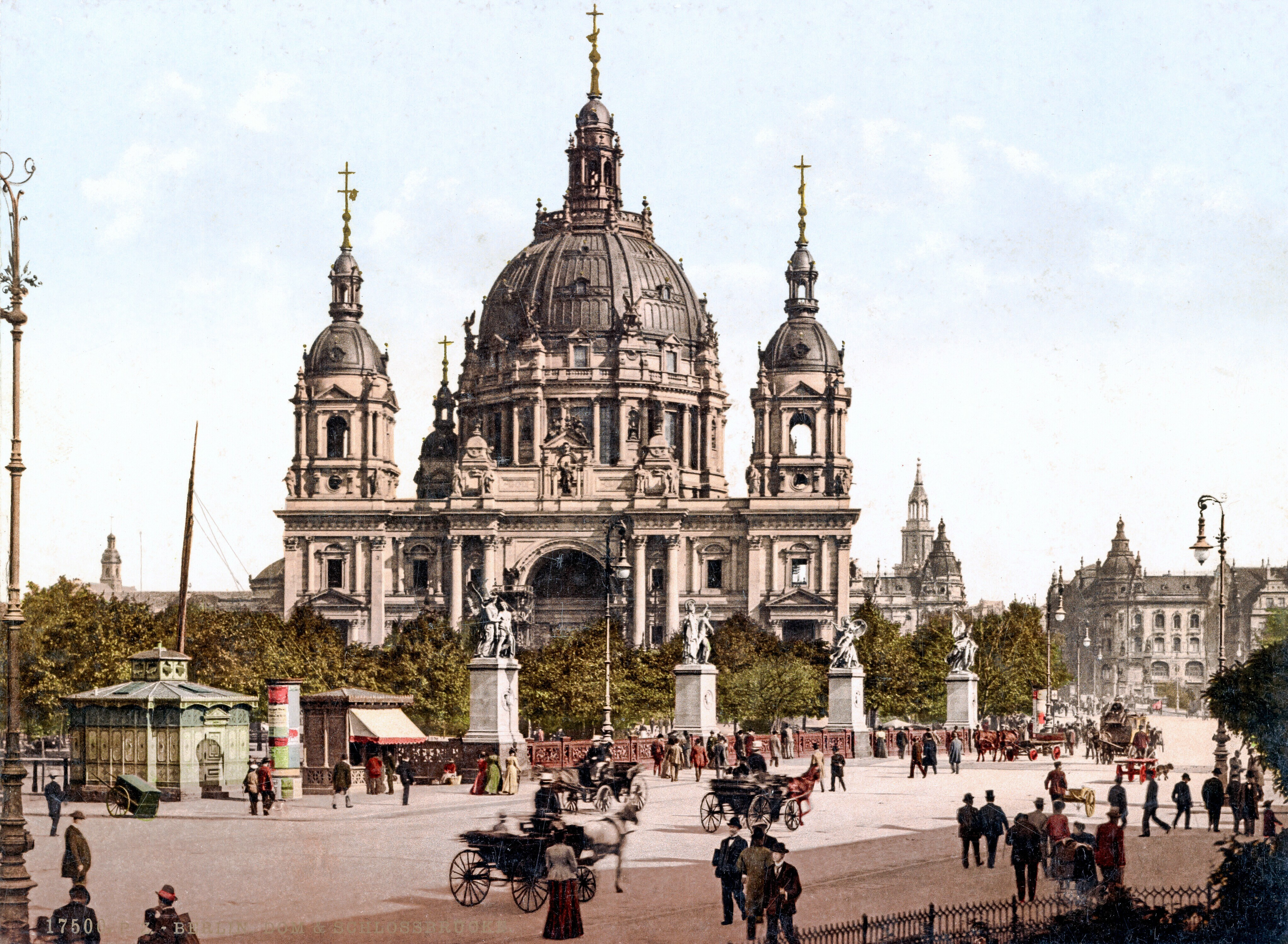
Schloßbrücke von den „Linden“, dahinter der Dom, um 1900
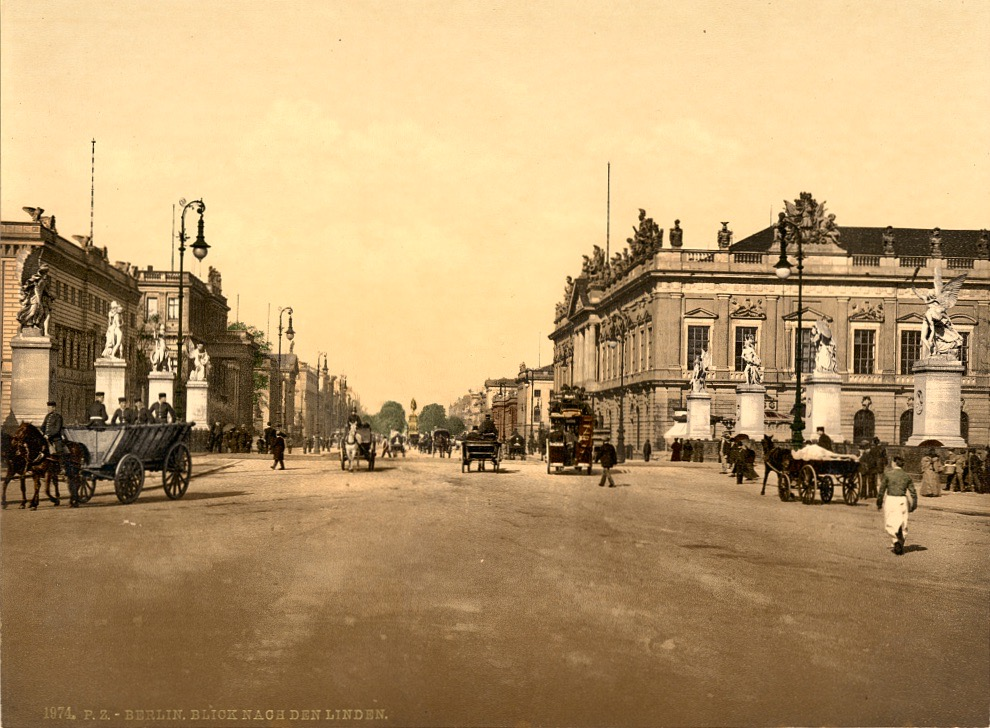
Schloßbrücke vom Lustgarten, dahinter das Forum Fridericianum, um 1900
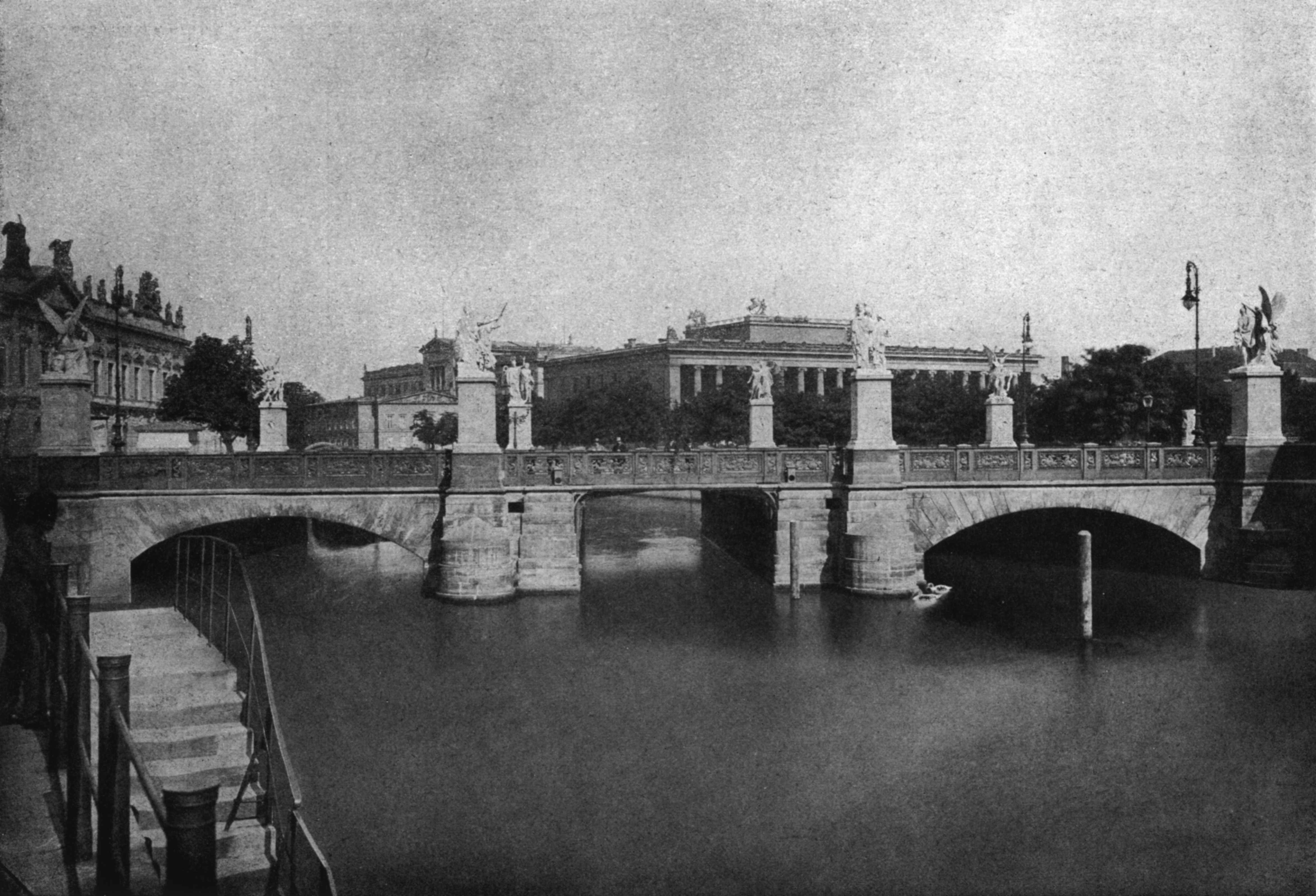
Ansicht vor dem Umbau von 1912, im Hintergrund rechts das Alte Museum
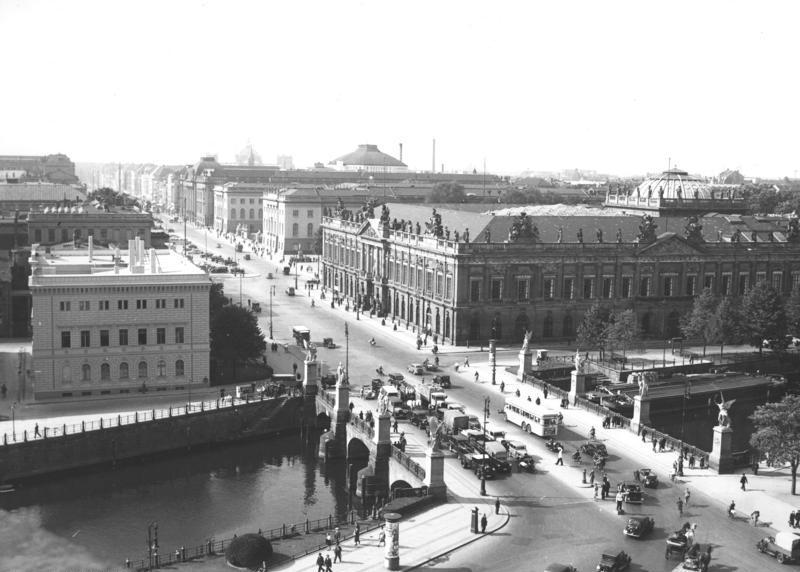
Ansicht vom Dach des Schlosses, im Vordergrund rechts das Zeughaus, 1939
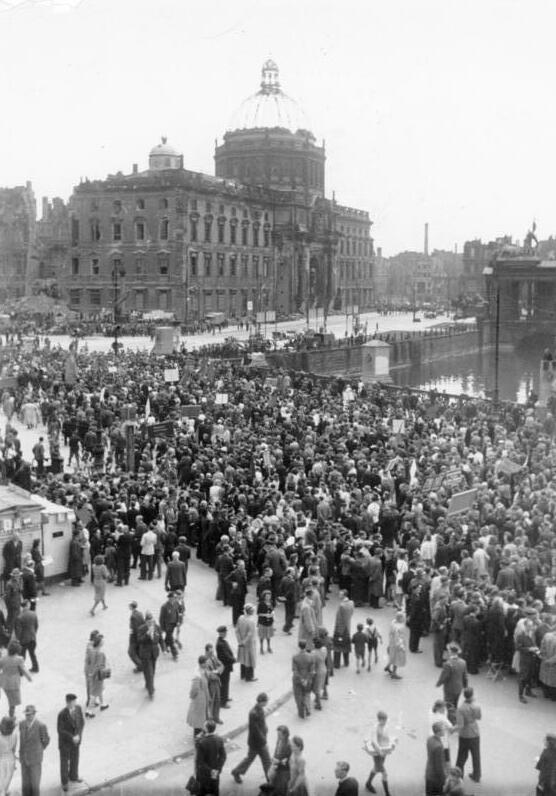
Brücke ohne Figuren, dahinter das beschädigte Schloss, 1946
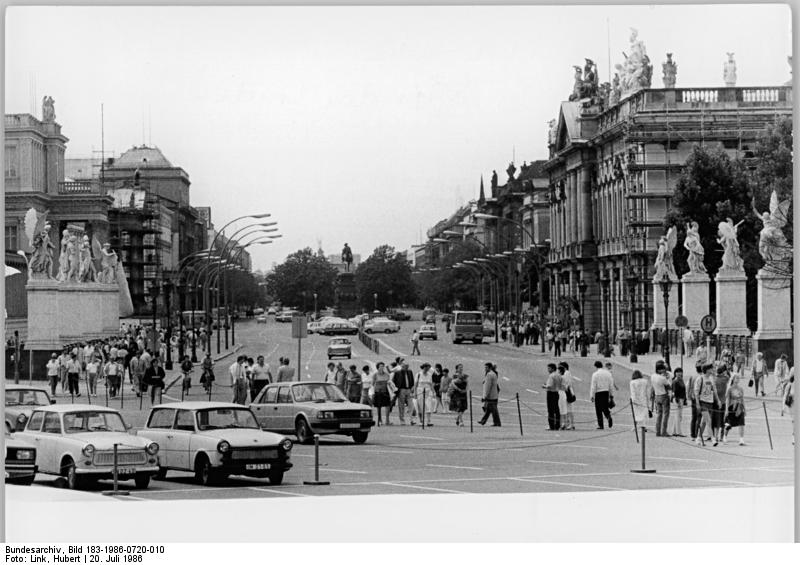
Brücke wieder mit Figuren, dahinter das Reiterstandbild Friedrichs II., 1986

### Entwicklung

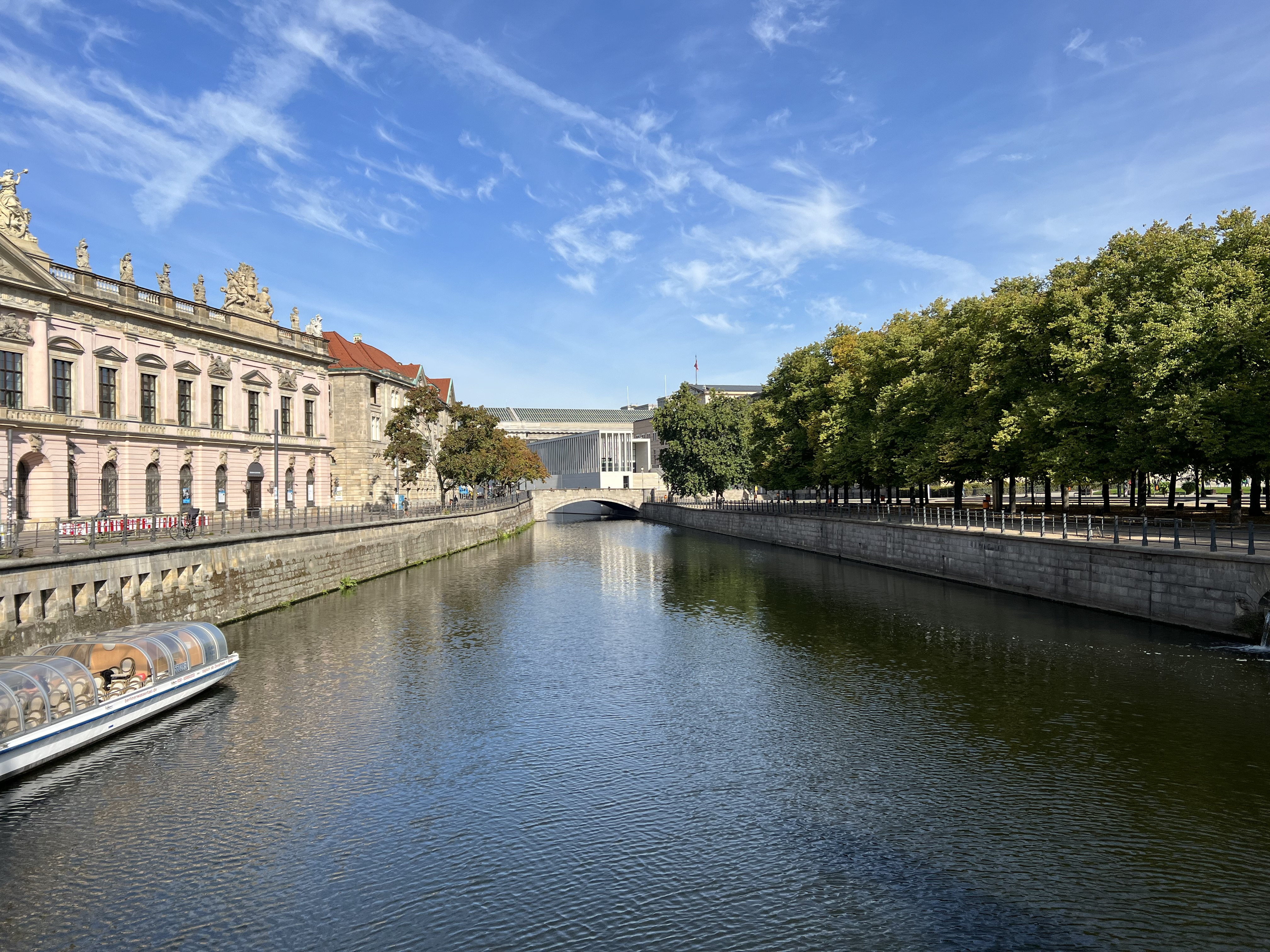
Blick von der Schloßbrücke nach Norden

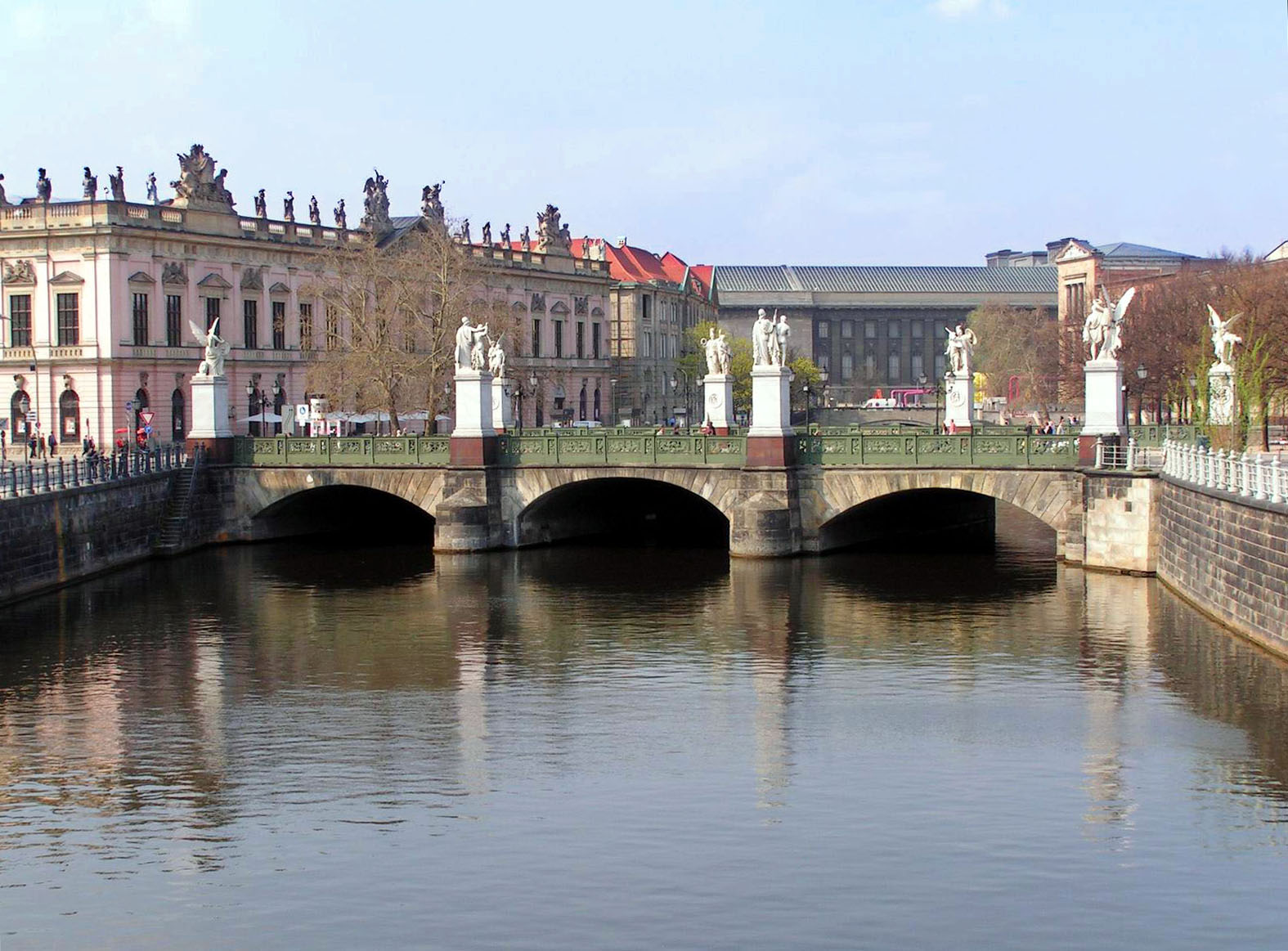
Blick auf die Schloßbrücke von Süden

Im Jahr 1912 wurde der Wasserlauf vertieft, die Klappen im Mittelsegment der Brücke konnten nun entfernt werden, an ihrer Stelle entstand ein Stahlbetongewölbe, dessen Aussehen Schinkels ursprünglichen Plänen entsprach. In den Jahren 1927 und 1938 erfolgten Reparaturarbeiten, die Steingewölbe der seitlichen Segmente wurden durch Stahlbetongewölbe ersetzt. Im Zweiten Weltkrieg erlitt die Brücke, deren Figurenschmuck 1943 in den Westhafen ausgelagert worden war, lediglich während der Schlacht um Berlin im April 1945 leichte Schäden.
Nach Kriegsende befand sich die Brücke im Sowjetischen Sektor von Berlin, dem späteren Herrschaftsbereich der DDR, die Figurengruppen aber lagerten in den Westsektoren, zuletzt im Lapidarium am Landwehrkanal. Zwischen 1950 und 1952 wurde die Brücke umfassend repariert. Nach dem Abriss des Schlosses und der Anlage des Marx-Engels-Platzes erhielt sie am 1. Mai 1951 den Namen Marx-Engels-Brücke.
Im Austausch gegen das Archiv der Königlich-Preußischen Porzellanmanufaktur gelangten die Figurengruppen 1981 an ihren ursprünglichen Standort zurück. Sie wurden restauriert und 1983/1984 aufgestellt. Bis August 1989 arbeitete man an verschiedenen Details der Brücke – Kandelaber wurden neu hergestellt, Schmuckelemente an den Postamenten erneuert, das Geländer vervollständigt und Brückenpfeiler repariert. Am 3. Oktober 1991, dem ersten Jahrestag der deutschen Wiedervereinigung, bekam das Bauwerk den Namen Schloßbrücke zurück. Zwischen 1995 und 1997 wurde eine Generalinstandsetzung vorgenommen.

### Verkehr
Die Schloßbrücke liegt auf der Trasse der beiden Bundesstraßen B 2 und B 5, die an Lustgarten und Dom vorbei über Liebknechtbrücke/Karl-Liebknecht-Straße zum Alexanderplatz führen. Im Bereich der historischen Mitte Berlins ist die Schloßbrücke Bestandteil einer der wichtigsten Verkehrsmagistralen und daher entsprechend frequentiert.

## Bildhauerschmuck

### Marmorfiguren

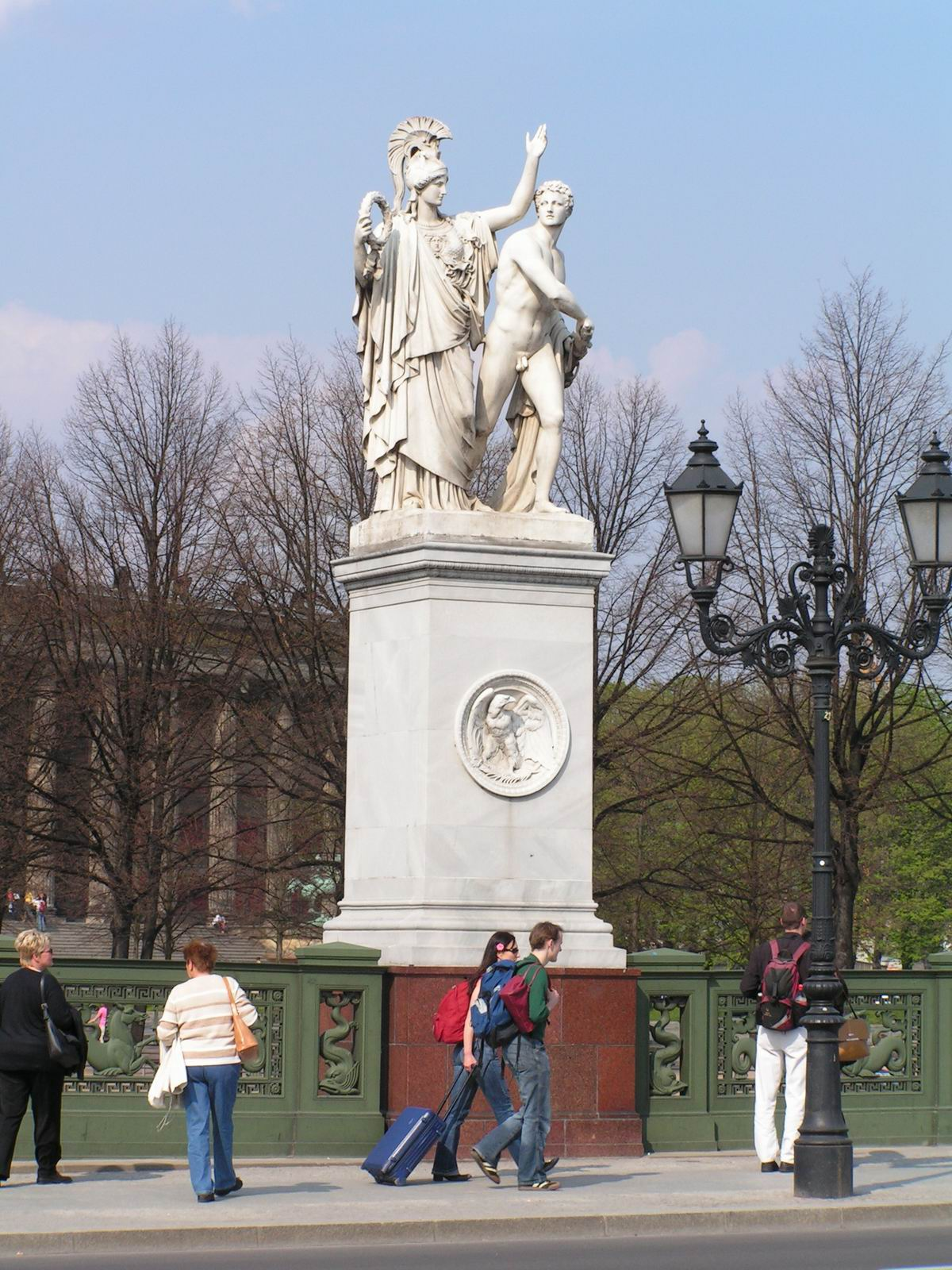
Figurengruppe auf der Schloßbrücke

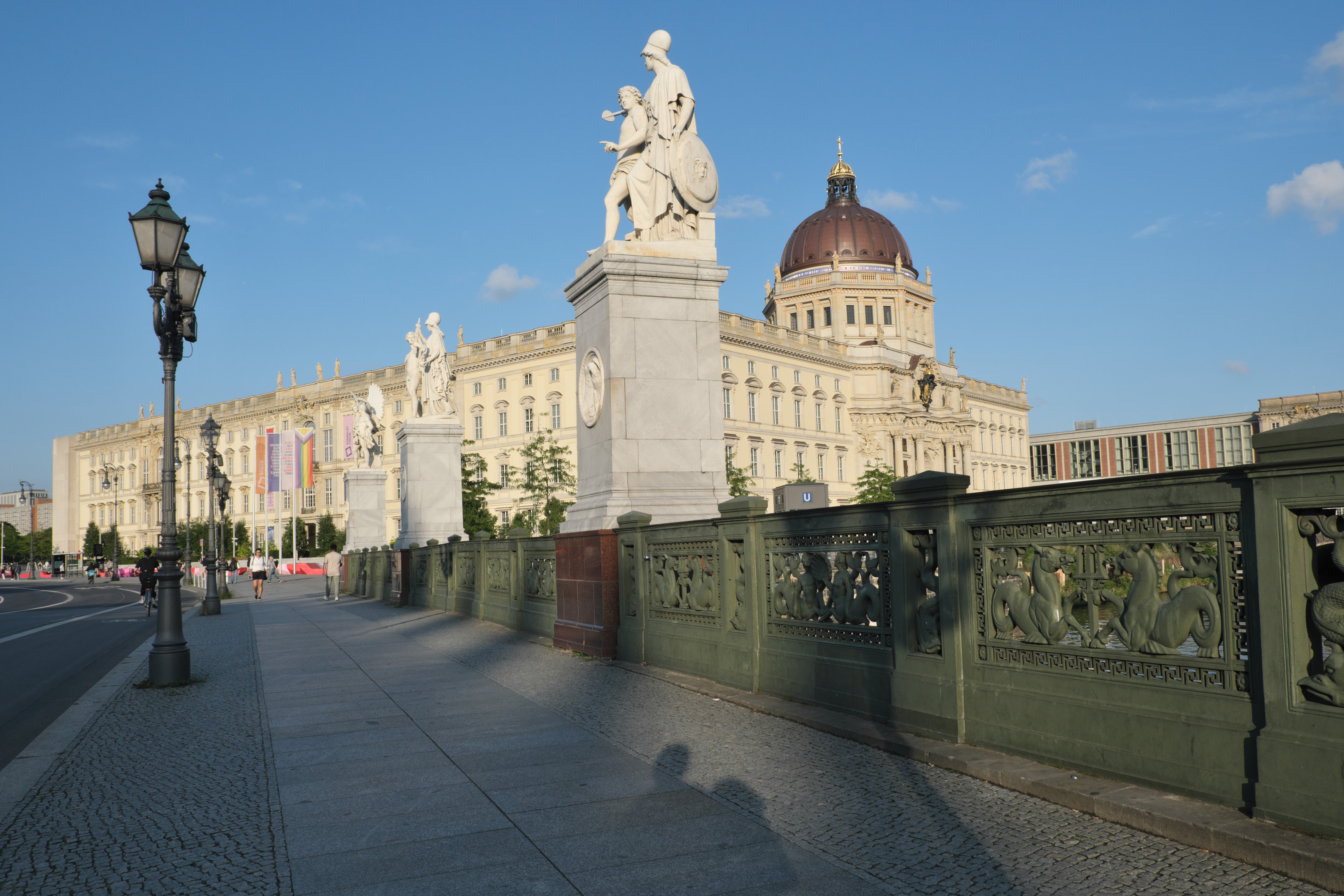
Blick von der Schloßbrücke auf das Schloss

Hauptelemente des Brückenschmucks sind die acht von Schinkel projektierten überlebensgroßen Skulpturengruppen, die auf hohen Marmor-Postamenten über den steinernen Brückenpfeilern stehen. Die Postamente ruhen auf roten Granitsockeln, sie sind mit kreisförmigen Medaillons versehen, Arbeiten des Bildhauers Friedrich Wilhelm Wolff, das Bildmotiv ist jeweils ein Adler mit symbolischen Ergänzungen. Die Gruppen auf der Schloßbrücke beziehen sich nach Schinkels Plan der „Denkmalstraße“ Unter den Linden auf die Statuen Bülows und Scharnhorsts vor der Neuen Wache.
In den Architektonischen Entwürfen beschrieb Schinkel seine Vorstellungen von den Brückenfiguren:

„In den Gruppen sind Helden und Siegesgöttinnen ganz ideal aufgefaßt; unter den hier gewählten Gegenständen sind folgende: ein junger Held wird von einer Siegesgöttin in den Kampf geführt, ein Held von ihr gekrönt, ein Held im Kampf von ihr unterstützt, ein sterbender Held [liegt] in ihren Armen u. dergl.“

Am 17. Dezember 1840 ordnete Friedrich Wilhelm IV. die Vollendung des bildhauerischen Schmuckes an den Gebäuden seines Vaters an, wovon neben der Neuen Wache, dem Alten Museum und dem Schauspielhaus auch die Schloßbrücke betroffen war. Friedrich August Stüler, 1842 von Friedrich Wilhelm IV. zum Architekten des Königs ernannt, änderte Schinkels Konzept aus formalen Gründen etwas ab. Bei vier Gruppen, den beiden mittleren auf jeder Brückenseite, wurde die geflügelte Siegesgöttin Nike durch die flügellose Göttin Pallas Athene ersetzt, weil man befürchtete, acht Flügelpaare würden ein zu unruhiges Gesamtbild verursachen. Eine weitere Änderung betraf das verwendete Material: Schinkel hatte in Kupfer getriebene Figuren vorgesehen, nun wurde weißer Carrara-Marmor verwendet. Erst 1842 begann nach einem Wettbewerb die Ausführung der Skulpturen, acht Berliner Bildhauer aus den Schulen von Gottfried Schadow und Christian Daniel Rauch waren daran beteiligt. Die letzte Figurengruppe war 1857 fertiggestellt. Bei manchen Zeitgenossen „erregte die Nacktheit der Figuren Anstoß. Die Befürchtung, die guten Sitten der Berliner und der Berlinerinnen könnten durch den Anblick der Statuen gefährdet werden, ließ […] den Kultusminister von Raumer beim Könige beantragen, die Gruppen wieder zu entfernen und im Zeughaus zu verschließen.“
Nach einigen Jahren auf den Postamenten der Brücke stellten Fachleute im Jahr 1880 fest, dass die Marmoroberflächen der Skulpturen unter dem Einfluss des in der Luft enthaltenen Schwefels, entstanden bei der Verheizung von Kohle, „grau und unansehnlich geworden waren“. Die Flächen wurden zunächst gründlich gereinigt und sogar mittels Schleifpapier und Marmorstaub leicht abgeschliffen. Um die Skulpturen ab sofort besser aussehen zu lassen, wurden sie jährlich einmal mit Seifenwasser (aus weißer Kokosseife) abgewaschen. Zum dauerhaften Oberflächenschutz wurde erst etwas später ein spezielles Schutzmittel aufgetragen, das in Langzeittests seine Eignung bewiesen hatte.
Die Bezeichnungen der einzelnen Skulpturen werden in verschiedenen Quellen unterschiedlich wiedergegeben. Dieser Artikel verwendet die Version aus der Denkmaldatenbank der Berliner Senatsverwaltung für Stadtentwicklung. Darin wird für die letzte Gruppe nicht Nike, die Siegesgöttin genannt, sondern Iris, als Götterbotin ebenfalls eine Gestalt der griechischen Mythologie. Auf der Brücke sind die Figurengruppen wie folgt angeordnet:
Südseite, von West nach Ost:
- Nike lehrt den Knaben Heldensagen von Emil Wolff, 1847
- Athena unterrichtet den Jungen im Waffengebrauch von Hermann Schievelbein, 1853
- Athena bewaffnet den Krieger von Karl Heinrich Möller, 1851
- Nike krönt den Sieger von Friedrich Drake, 1853

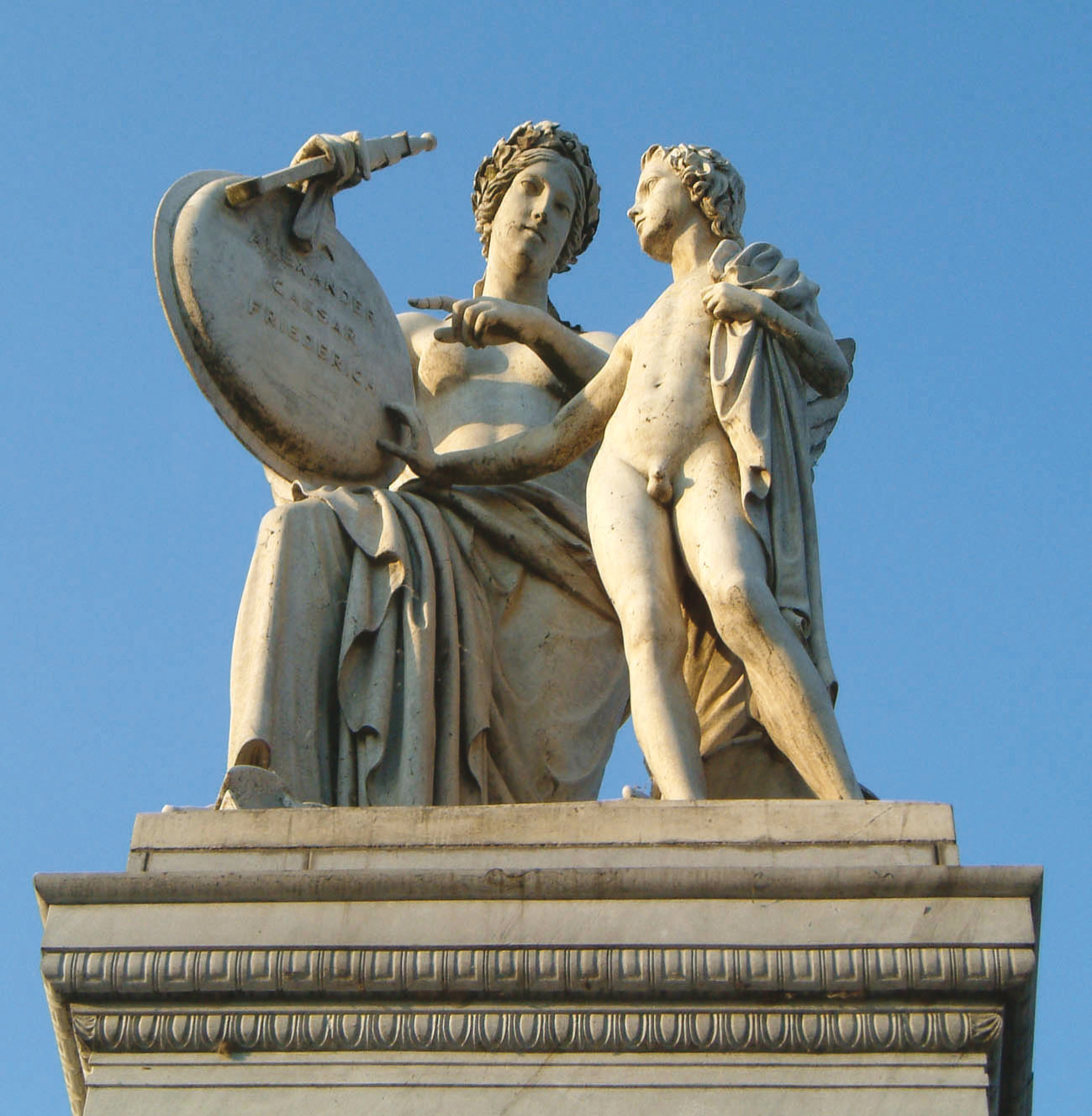
Nike lehrt den Knaben Heldensagen
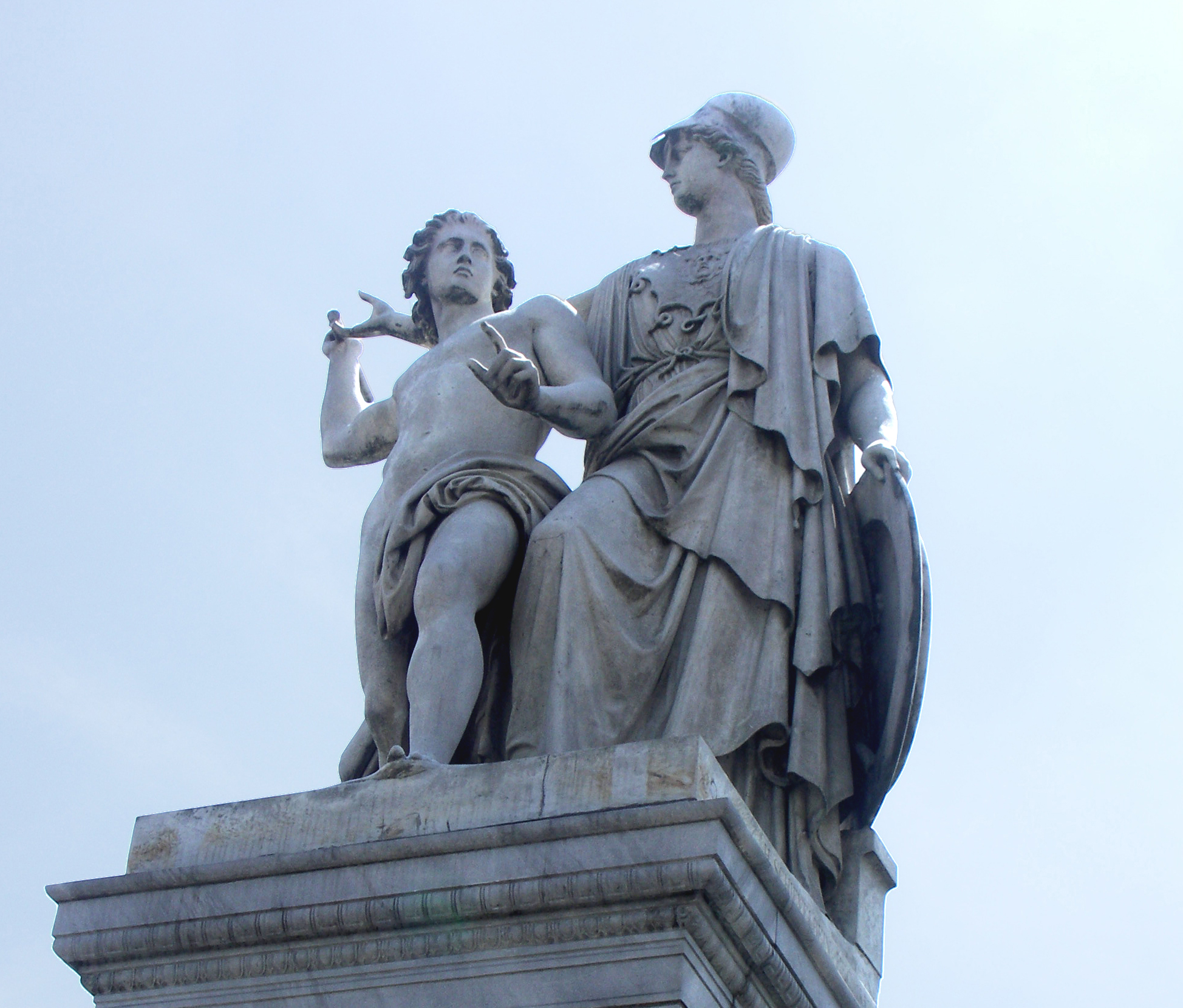
Athena unterrichtet den Jungen im Waffengebrauch
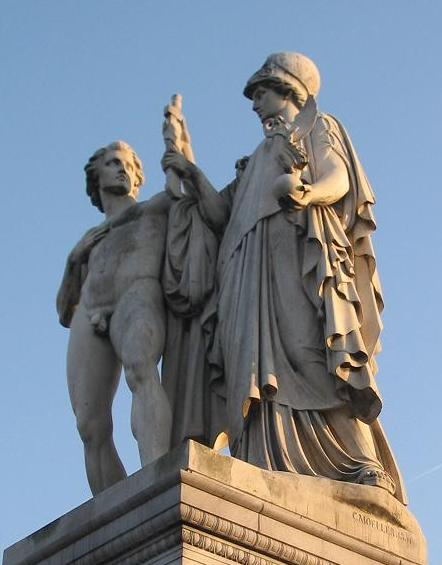
Athena bewaffnet den Krieger
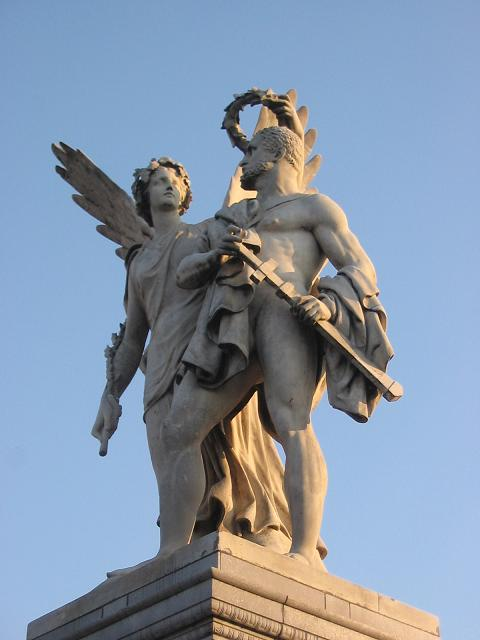
Nike krönt den Sieger

Nordseite, von West nach Ost:
- Nike richtet den Verwundeten auf von Ludwig Wilhelm Wichmann, 1853
- Der Jüngling wird von Athena in neuen Kampf geführt von Albert Wolff, 1853
- Der junge Held wird von Athena beschützt von Gustav Blaeser, 1854
- Iris trägt den gefallenen Helden zum Olymp empor von August Wredow, 1857

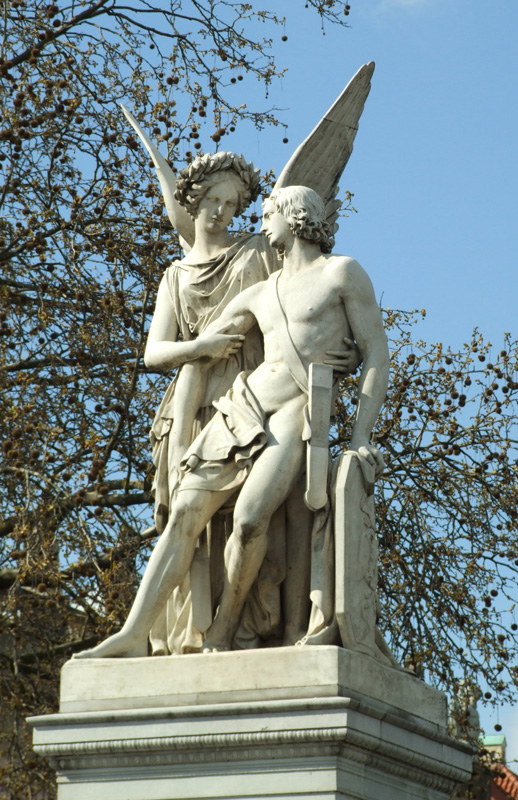
Nike richtet den Verwundeten auf
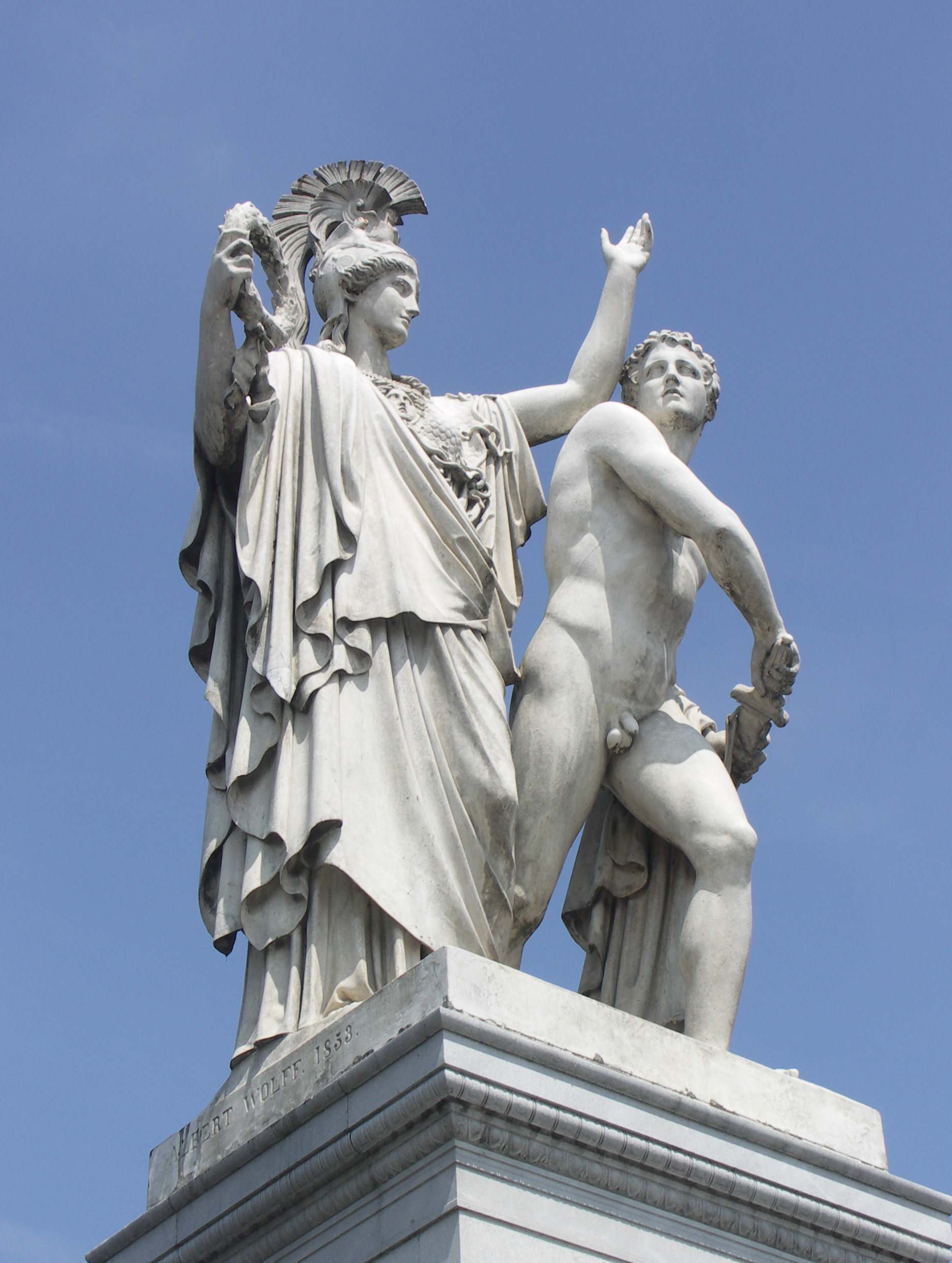
Der Jüngling wird von Athena in neuen Kampf geführt
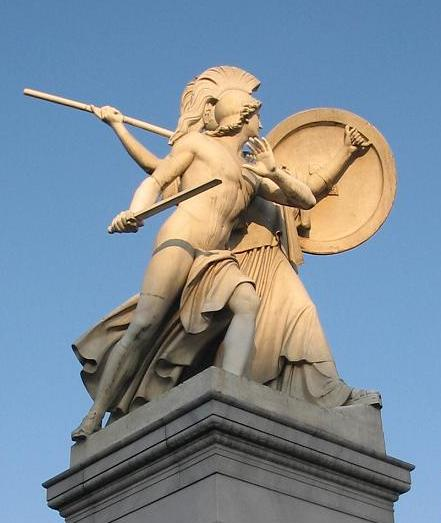
Der junge Held wird von Athena beschützt
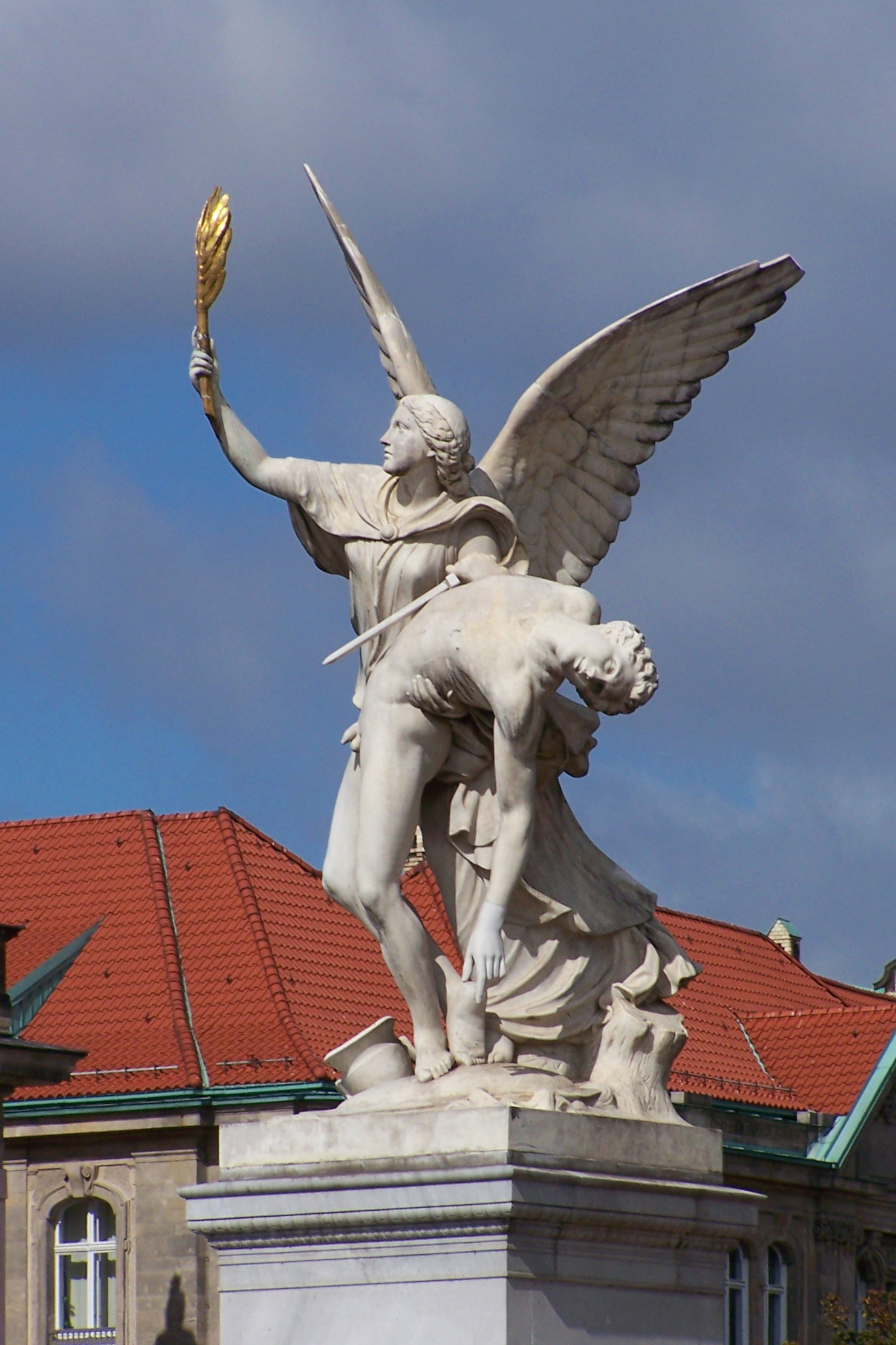
Iris trägt den gefallenen Helden zum Olymp empor

### Eisengeländer
Zwischen den Sockeln der Figuren sind als Geländer gusseiserne Verbindungsstücke angebracht, geschmückt mit mythologisch-maritimen Motiven nach Schinkels Entwürfen. Die Hauptfelder zeigen Seepferde und Tritone in ornamentaler Anordnung, die schmalen Zwischenstücke je einen Delfin – insgesamt 44. Der ausführende Bildhauer hieß Kleemeyer, Hersteller war die Königlich Preußische Eisengießerei in Berlin. Eine Replik des Geländers schmückt seit 1843 die Anitschkow-Brücke in St. Petersburg. Sie war die Gegengabe Friedrich Wilhelms IV. an Zar Nikolaus I. Dieser hatte ihm für das Portal IV des Berliner Schlosses zwei Rossebändiger Clodt von Jürgensburgs geschenkt, deren Doubletten er zugleich auf der Anitschkow-Brücke aufstellen ließ.

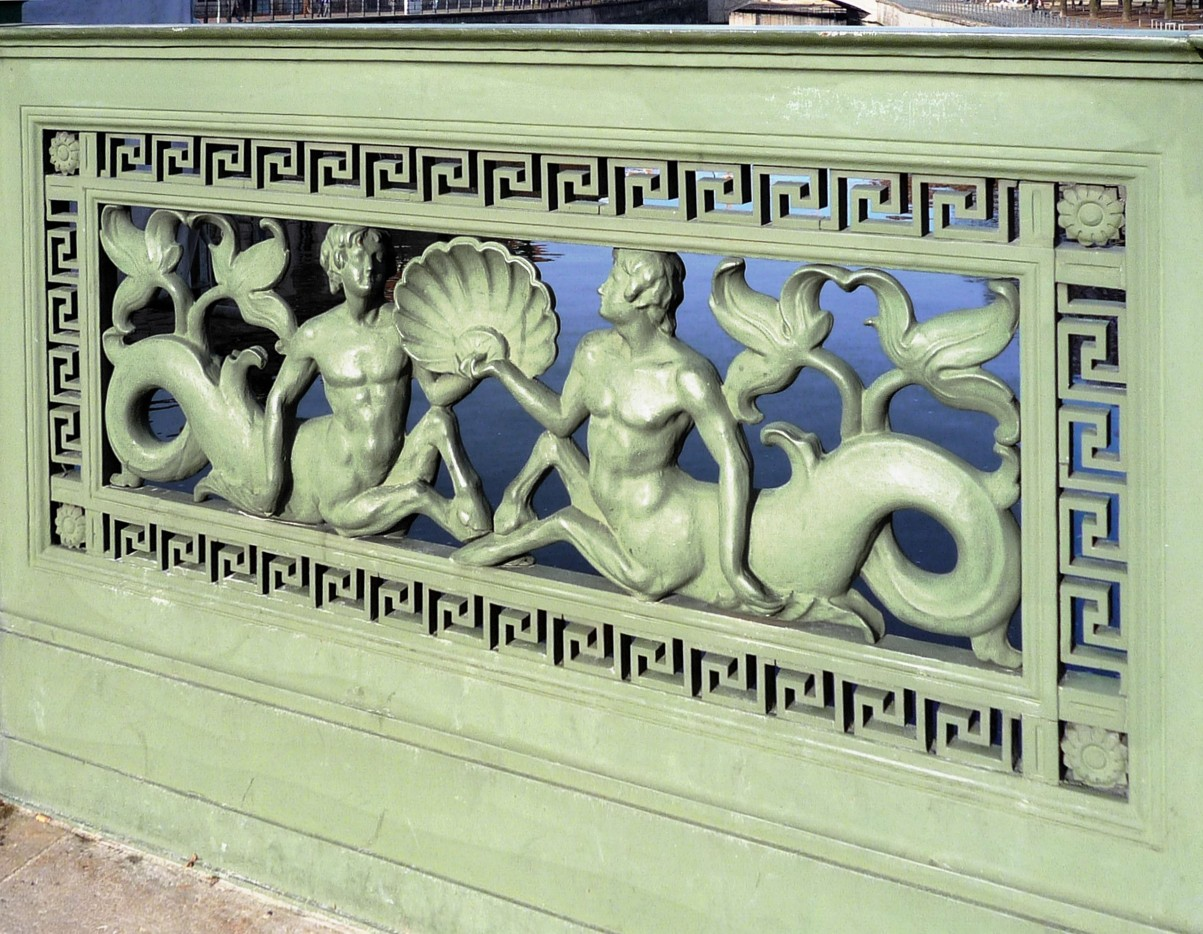
Ein Hauptfeld des Geländers
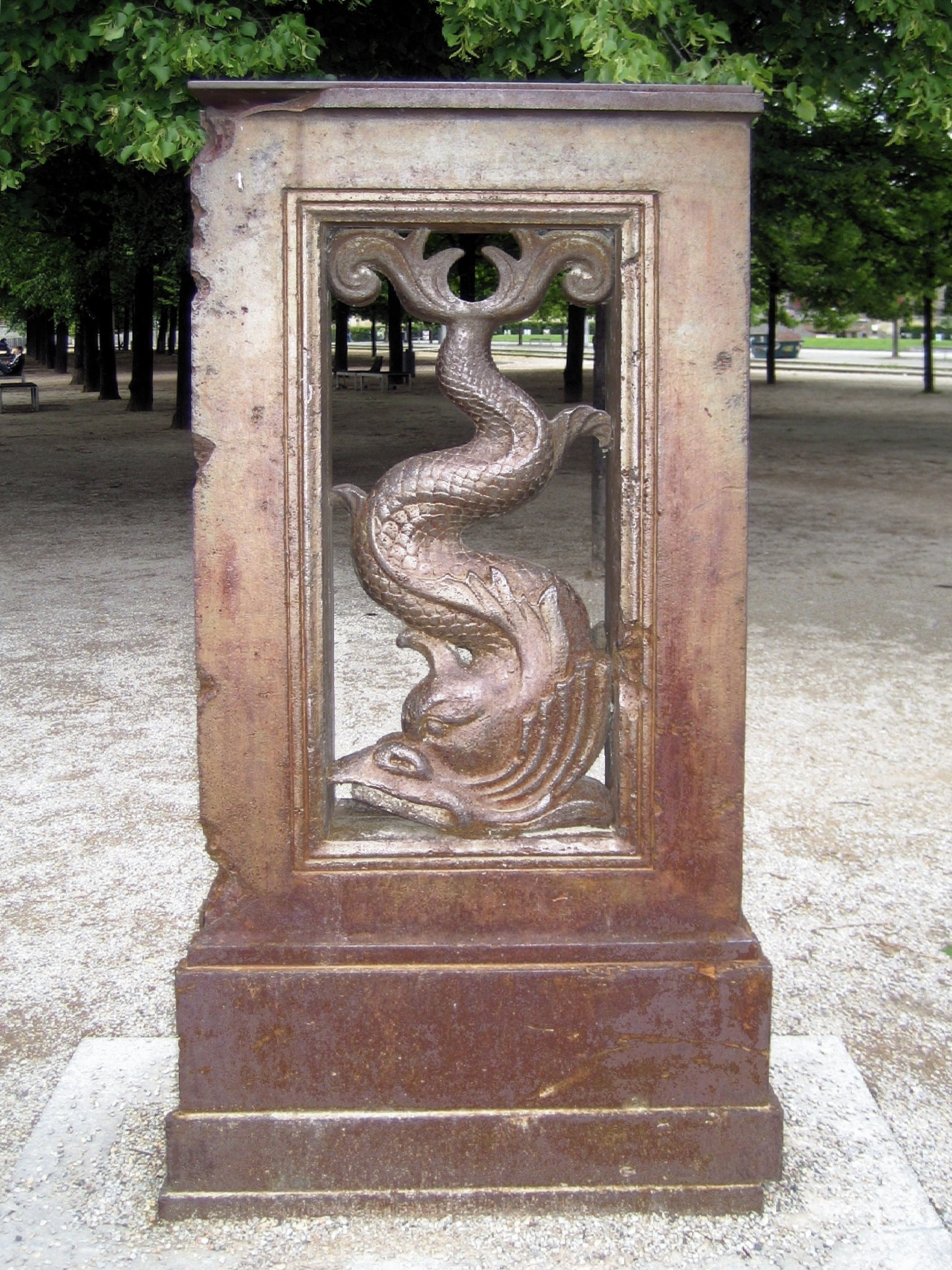
Ein Delfin vom Geländer, nach der letzten Sanierung Anfang der 2000er Jahre als Einzelstück auf der Spreeinsel aufgestellt
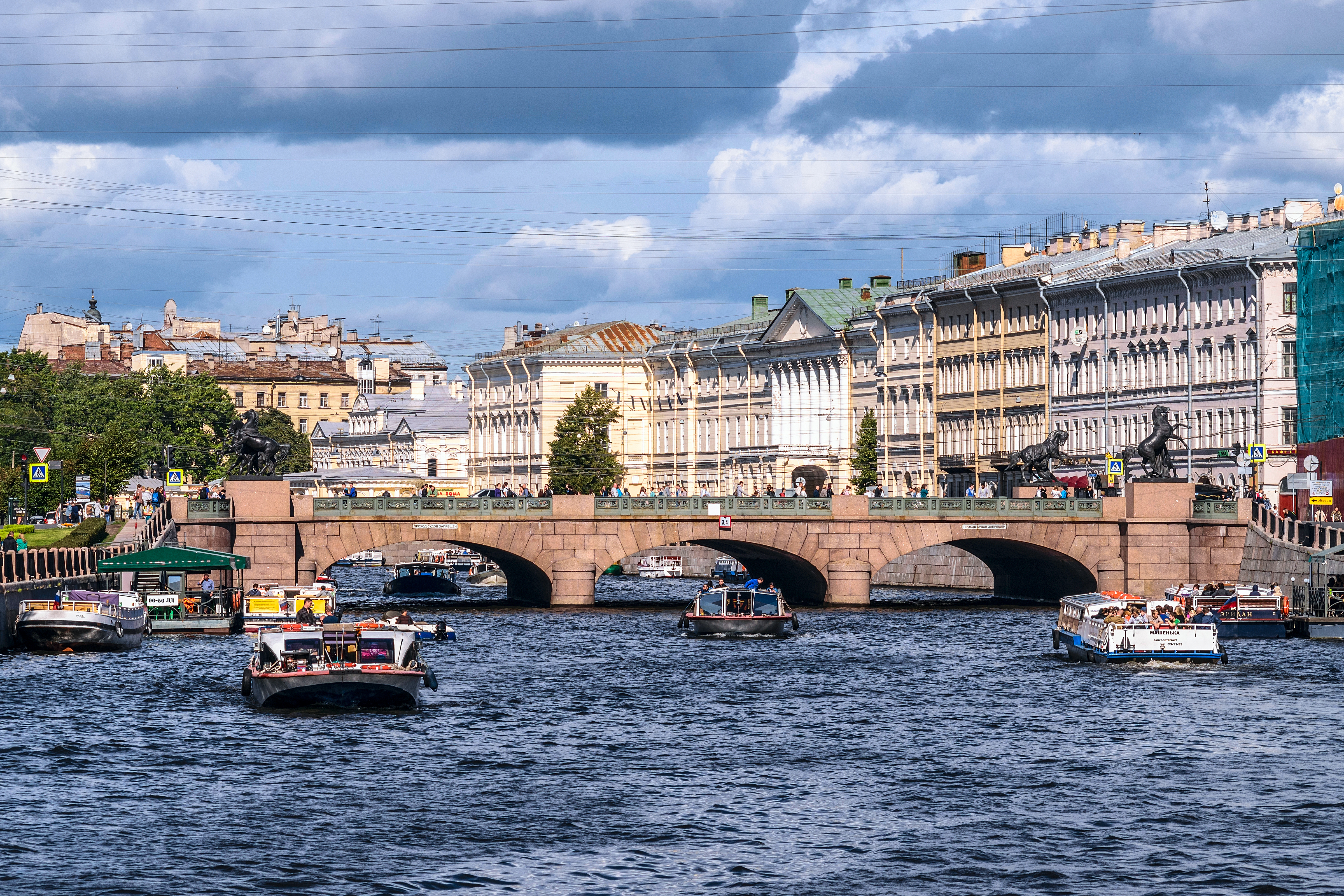
Die der Schloßbrücke ähnliche Anitschkow-Brücke in St. Petersburg

## Rechtschreibung und Briefmarken
Die amtliche Umbenennung wieder in Schloßbrücke geschah 1991, also vor der ß-Rechtschreibreform. Zwar müsste es nach dieser Reform Schlossbrücke heißen, aber bisher erfolgte keine Änderung des Straßen- bzw. in diesem Fall Brückennamens. Ähnliches gilt für weitere Schloß-Phrasen wie Schloßbrunnen, -freiheit, -platz. Diese Eigennamen werden hier so wiedergegeben, wie sie jeweils nach der zu ihrer Zeit aktuellen gültigen Rechtschreibung verwendet wurden.
Im Jahr 1985 gab das Ministerium für Post- und Fernmeldewesen der DDR eine Serie „Berliner Brücken“ heraus, deren 70-Pfennig-Wert eine Seitenansicht der Schloßbrücke (damals Marx-Engels-Brücke) zeigt.